# تلوه
تلوه (به ایتالیایی: Telve) یک کومونه در ایتالیا است که در ترنتینو واقع شده‌است.

## خصوصیات
تلوه ۶۴٫۸ کیلومترمربع مساحت و ۱٬۹۱۴ نفر جمعیت دارد و ۵۴۸ متر بالاتر از سطح دریا واقع شده‌است.